# کریستینا پانتلیچ
کریستینا پانتلیچ (سیریلیک صربی: Кристина Пантелић؛ زادهٔ ۹ اکتبر ۱۹۹۷) بازیکن فوتبال اهل صربستان است.
وی همچنین در تیم‌های ملی فوتبال Serbia women's national under-17 football team, Serbia women's national under-19 football team، و Serbia women's national football team بازی کرده‌است.